# National Hockey League 1980/1981
National Hockey League 1980/1981 var den 64:e säsongen av NHL. 21 lag spelade 80 matcher i grundserien innan Stanley Cup drogs igång 8 april 1981. Stanley Cup vanns av New York Islanders som tog sin andra titel, efter finalseger mot Minnesota North Stars med 4-1 i matcher.
Calgary Flames gjorde sin första säsong efter flytten från Atlanta.
Grundserien vanns av New York Islanders på 110 poäng, före St Louis på 107 poäng.
Wayne Gretzky, Edmonton Oilers, vann poängligan på 164 poäng (55 mål plus 109 assist). Han slog därmed rekorden för flest assist och poäng på en säsong och blev den andre spelaren i NHL att få ihop över 100 assist på en säsong (Bobby Orr gjorde 102 assist säsongen 1970-71). Svensken Kent Nilsson, Calgary Flames, blev trea i poängligan på 131 poäng (Flest poäng under en säsong av en svensk spelare).
För första gången gjordes det över 6.000 mål under grundserien, totalt 6.457 stycken.
Legenden Phil Esposito (New York Rangers) gjorde sin sista NHL-säsong.
Några välkända debutanter denna säsong:
- Jari Kurri, Edmonton Oilers
- Paul Coffey, Edmonton Oilers
- Dino Ciccarelli, Minnesota North Stars
- Anton Šťastný, Quebec Nordiques
- Peter Šťastný, Quebec Nordiques

## Grundserien

### Prince of Wales Conference

#### Adams Division
| Nr | Lag                   | S  | V  | O  | F  | GM  | IM  | MS  | P  |
| -- | --------------------- | -- | -- | -- | -- | --- | --- | --- | -- |
| 1  | Buffalo Sabres        | 80 | 39 | 21 | 20 | 327 | 250 | +77 | 99 |
| 2  | Boston Bruins         | 80 | 37 | 13 | 30 | 316 | 272 | +44 | 87 |
| 3  | Minnesota North Stars | 80 | 35 | 17 | 28 | 291 | 263 | +28 | 87 |
| 4  | Quebec Nordiques      | 80 | 30 | 18 | 32 | 314 | 318 | −4  | 78 |
| 5  | Toronto Maple Leafs   | 80 | 28 | 15 | 37 | 322 | 367 | −45 | 71 |

#### Norris Division
| Nr | Lag                 | S  | V  | O  | F  | GM  | IM  | MS   | P   |
| -- | ------------------- | -- | -- | -- | -- | --- | --- | ---- | --- |
| 1  | Montreal Canadiens  | 80 | 45 | 13 | 22 | 332 | 232 | +100 | 103 |
| 2  | Los Angeles Kings   | 80 | 43 | 13 | 24 | 337 | 290 | +47  | 99  |
| 3  | Chicago Black Hawks | 80 | 31 | 16 | 33 | 304 | 315 | −11  | 78  |
| 4  | Pittsburgh Penguins | 80 | 30 | 13 | 37 | 302 | 345 | −43  | 73  |
| 5  | Hartford Whalers    | 80 | 21 | 18 | 41 | 292 | 372 | −80  | 60  |
| 6  | Detroit Red Wings   | 80 | 19 | 18 | 43 | 252 | 339 | −87  | 56  |

### Clarence Campbell Conference

#### Patrick Division
| Nr | Lag                 | S  | V  | O  | F  | GM  | IM  | MS  | P   |
| -- | ------------------- | -- | -- | -- | -- | --- | --- | --- | --- |
| 1  | New York Islanders  | 80 | 48 | 14 | 18 | 355 | 260 | +95 | 110 |
| 2  | Philadelphia Flyers | 80 | 41 | 15 | 24 | 313 | 249 | +64 | 97  |
| 3  | Calgary Flames (NY) | 80 | 39 | 14 | 27 | 329 | 298 | +31 | 92  |
| 4  | New York Rangers    | 80 | 30 | 14 | 36 | 312 | 317 | −5  | 74  |
| 5  | Washington Capitals | 80 | 26 | 18 | 36 | 286 | 317 | −31 | 70  |

#### Smythe Division
| Nr | Lag               | S  | V  | O  | F  | GM  | IM  | MS   | P   |
| -- | ----------------- | -- | -- | -- | -- | --- | --- | ---- | --- |
| 1  | St. Louis Blues   | 80 | 45 | 17 | 18 | 352 | 281 | +71  | 107 |
| 2  | Vancouver Canucks | 80 | 28 | 20 | 32 | 289 | 301 | −12  | 76  |
| 3  | Edmonton Oilers   | 80 | 29 | 16 | 35 | 328 | 327 | +1   | 74  |
| 4  | Colorado Rockies  | 80 | 22 | 13 | 45 | 258 | 344 | −86  | 57  |
| 5  | Winnipeg Jets     | 80 | 9  | 14 | 57 | 246 | 400 | −154 | 32  |

## Poängligan 1980/81
Not: SM = Spelade matcher, M = Mål, A = Assist, Pts = Poäng
| Spelare         | Lag                | SM | M  | A   | Pts |
| --------------- | ------------------ | -- | -- | --- | --- |
| Wayne Gretzky   | Edmonton Oilers    | 80 | 55 | 109 | 164 |
| Marcel Dionne   | Los Angeles Kings  | 80 | 58 | 77  | 135 |
| Kent Nilsson    | Calgary Flames     | 80 | 49 | 82  | 131 |
| Mike Bossy      | New York Islanders | 79 | 68 | 51  | 119 |
| Dave Taylor     | Los Angeles Kings  | 72 | 47 | 65  | 112 |
| Peter Šťastný   | Quebec Nordiques   | 77 | 39 | 70  | 109 |
| Charlie Simmer  | Los Angeles Kings  | 65 | 56 | 49  | 105 |
| Mike Rogers     | Hartford Whalers   | 80 | 40 | 65  | 105 |
| Bernie Federko  | St Louis Blues     | 78 | 31 | 73  | 104 |
| Jacques Richard | Quebec Nordiques   | 78 | 52 | 51  | 103 |

## Slutspelet
16 lag gör upp om Stanley Cup. Åttondelsfinalerna avgjordes i bäst av fem matcher, från kvartsfinalerna avgjordes det i bäst av sju matcher.

### Slutspelsträd
|  | Åttondelsfinaler      | Åttondelsfinaler      |                       |   | Kvartsfinaler | Kvartsfinaler |  |  | Semifinaler | Semifinaler |  |  | Final | Final |
|  |                       |                       |                       |   |               |               |  |  |             |             |  |  |       |       |
|  |                       |                       |                       |   |               |               |  |  |             |             |  |  |       |       |
|  |                       |                       |                       |   |               |               |  |  |             |             |  |  |       |       |
|  | New York Islanders    | 3                     |                       |   |               |               |  |  |             |             |  |  |       |       |
|  | New York Islanders    | 3                     |                       |   |               |               |  |  |             |             |  |  |       |       |
|  | Toronto Maple Leafs   | 0                     |                       |   |               |               |  |  |             |             |  |  |       |       |
|  | Toronto Maple Leafs   | 0                     | New York Islanders    | 4 |               |               |  |  |             |             |  |  |       |       |
|  |                       |                       | New York Islanders    | 4 |               |               |  |  |             |             |  |  |       |       |
|  |                       | Edmonton Oilers       | 2                     |   |               |               |  |  |             |             |  |  |       |       |
|  | Montreal Canadiens    | Edmonton Oilers       | 2                     | 0 |               |               |  |  |             |             |  |  |       |       |
|  | Montreal Canadiens    |                       |                       | 0 |               |               |  |  |             |             |  |  |       |       |
|  | Edmonton Oilers       | 3                     |                       |   |               |               |  |  |             |             |  |  |       |       |
|  | Edmonton Oilers       | 3                     | New York Islanders    | 4 |               |               |  |  |             |             |  |  |       |       |
|  |                       |                       | New York Islanders    | 4 |               |               |  |  |             |             |  |  |       |       |
|  |                       | New York Rangers      | 0                     |   |               |               |  |  |             |             |  |  |       |       |
|  | St. Louis Blues       | New York Rangers      | 0                     | 3 |               |               |  |  |             |             |  |  |       |       |
|  | St. Louis Blues       |                       |                       | 3 |               |               |  |  |             |             |  |  |       |       |
|  | Pittsburgh Penguins   | 2                     |                       |   |               |               |  |  |             |             |  |  |       |       |
|  | Pittsburgh Penguins   | 2                     | St. Louis Blues       | 2 |               |               |  |  |             |             |  |  |       |       |
|  |                       |                       | St. Louis Blues       | 2 |               |               |  |  |             |             |  |  |       |       |
|  |                       | New York Rangers      | 4                     |   |               |               |  |  |             |             |  |  |       |       |
|  | Los Angeles Kings     | New York Rangers      | 4                     | 1 |               |               |  |  |             |             |  |  |       |       |
|  | Los Angeles Kings     |                       |                       | 1 |               |               |  |  |             |             |  |  |       |       |
|  | New York Rangers      | 3                     |                       |   |               |               |  |  |             |             |  |  |       |       |
|  | New York Rangers      | 3                     | New York Islanders    | 4 |               |               |  |  |             |             |  |  |       |       |
|  |                       |                       | New York Islanders    | 4 |               |               |  |  |             |             |  |  |       |       |
|  |                       | Minnesota North Stars | 1                     |   |               |               |  |  |             |             |  |  |       |       |
|  | Buffalo Sabres        | Minnesota North Stars | 1                     | 3 |               |               |  |  |             |             |  |  |       |       |
|  | Buffalo Sabres        |                       |                       | 3 |               |               |  |  |             |             |  |  |       |       |
|  | Vancouver Canucks     | 0                     |                       |   |               |               |  |  |             |             |  |  |       |       |
|  | Vancouver Canucks     | 0                     | Buffalo Sabres        | 1 |               |               |  |  |             |             |  |  |       |       |
|  |                       |                       | Buffalo Sabres        | 1 |               |               |  |  |             |             |  |  |       |       |
|  |                       | Minnesota North Stars | 4                     |   |               |               |  |  |             |             |  |  |       |       |
|  | Boston Bruins         | Minnesota North Stars | 4                     | 0 |               |               |  |  |             |             |  |  |       |       |
|  | Boston Bruins         |                       |                       | 0 |               |               |  |  |             |             |  |  |       |       |
|  | Minnesota North Stars | 3                     |                       |   |               |               |  |  |             |             |  |  |       |       |
|  | Minnesota North Stars | 3                     | Minnesota North Stars | 4 |               |               |  |  |             |             |  |  |       |       |
|  |                       |                       | Minnesota North Stars | 4 |               |               |  |  |             |             |  |  |       |       |
|  |                       | Calgary Flames        | 2                     |   |               |               |  |  |             |             |  |  |       |       |
|  | Philadelphia Flyers   | Calgary Flames        | 2                     | 3 |               |               |  |  |             |             |  |  |       |       |
|  | Philadelphia Flyers   |                       |                       | 3 |               |               |  |  |             |             |  |  |       |       |
|  | Quebec Nordiques      | 2                     |                       |   |               |               |  |  |             |             |  |  |       |       |
|  | Quebec Nordiques      | 2                     | Philadelphia Flyers   | 3 |               |               |  |  |             |             |  |  |       |       |
|  |                       |                       | Philadelphia Flyers   | 3 |               |               |  |  |             |             |  |  |       |       |
|  |                       | Calgary Flames        | 4                     |   |               |               |  |  |             |             |  |  |       |       |
|  | Calgary Flames        | Calgary Flames        | 4                     | 3 |               |               |  |  |             |             |  |  |       |       |
|  | Calgary Flames        |                       |                       | 3 |               |               |  |  |             |             |  |  |       |       |
|  | Chicago Black Hawks   | 0                     |                       |   |               |               |  |  |             |             |  |  |       |       |
|  | Chicago Black Hawks   | 0                     |                       |   |               |               |  |  |             |             |  |  |       |       |

### Åttondelsfinal
New York Islanders vs. Toronto Maple Leafs
New York Islanders vann åttondelsfinalserien med 3-0 i matcher
St Louis Blues vs. Pittsburgh Penguins
St. Louis Blues vann åttondelsfinalserien med 3-2 i matcher
Montreal Canadiens vs. Edmonton Oilers
Edmonton Oilers vann åttondelsfinalserien med 3-0 i matcher
Buffalo Sabres vs. Vancouver Canucks
Buffalo Sabres vann åttondelsfinalserien med 3-0 i matcher
Los Angeles Kings vs. New York Rangers
New York Rangers vann åttondelsfinalserien med 3-1 i matcher
Philadelphia Flyers vs. Quebec Nordiques
Philadelphia Flyers vann åttondelsfinalserien med 3-2 i matcher
Calgary Flames vs. Chicago Black Hawks
Calgary Flames vann åttondelsfinalserien med 3-0 i matcher
Boston Bruins vs. Minnesota North Stars
Minnesota North Stars vann åttondelsfinalserien med 3-0 i matcher

### Kvartsfinal
New York Islanders vs. Edmonton Oilers
New York Islanders vann kvartsfinalserien med 4-2 i matcher
St. Louis Blues vs. New York Rangers
New York Rangers vann kvartsfinalserien med 4-2 i matcher
Buffalo Sabres vs. Minnesota North Stars
Minnesota North Stars vann kvartsfinalserien med 4-1 i matcher
Philadelphia Flyers vs. Calgary Flames
Calgary Flames vann kvartsfinalserien med 4-3 i matcher

### Semifinal
New York Islanders vs. New York Rangers
New York Islanders vann semifinalserien med 4-0 i matcher
Calgary Flames vs. Minnesota North Stars
Minnesota North Stars vann semifinalserien med 4-2 i matcher

## Stanley Cup-final
New York Islanders vs. Minnesota North Stars
New York Islanders vann serien med 4-1 i matcher

## NHL awards
| 1980–81 NHL awards              | 1980–81 NHL awards                                                   |
| ------------------------------- | -------------------------------------------------------------------- |
| Prince of Wales Trophy:         | Montreal Canadiens                                                   |
| Clarence S. Campbell Bowl:      | New York Islanders                                                   |
| Art Ross Memorial Trophy:       | Wayne Gretzky, Edmonton Oilers                                       |
| Bill Masterton Memorial Trophy: | Blake Dunlop, St. Louis Blues                                        |
| Calder Memorial Trophy:         | Peter Šťastný, Quebec Nordiques                                      |
| Conn Smythe Trophy:             | Butch Goring, New York Islanders                                     |
| Frank J. Selke Trophy:          | Bob Gainey, Montreal Canadiens                                       |
| Hart Memorial Trophy:           | Wayne Gretzky, Edmonton Oilers                                       |
| Jack Adams Award:               | Gordon "Red" Berenson, St. Louis Blues                               |
| James Norris Memorial Trophy:   | Randy Carlyle, Pittsburgh Penguins                                   |
| Lady Byng Memorial Trophy:      | Rick Kehoe, Pittsburgh Penguins                                      |
| Lester B. Pearson Award:        | Mike Liut, St. Louis Blues                                           |
| NHL Plus/Minus Award:           | Brian Engblom, Montreal Canadiens                                    |
| Vezina Trophy:                  | Denis Herron, Michel Larocque, & Richard Sevigny, Montreal Canadiens |
| Lester Patrick Trophy:          | Charles M. Schulz                                                    |

## All-Star
| Första laget                       | Position | Andra laget                        |
| ---------------------------------- | -------- | ---------------------------------- |
| Mike Liut, St. Louis Blues         | M        | Mario Lessard, Los Angeles Kings   |
| Denis Potvin, New York Islanders   | B        | Larry Robinson, Montreal Canadiens |
| Randy Carlyle, Pittsburgh Penguins | B        | Ray Bourque, Boston Bruins         |
| Wayne Gretzky, Edmonton Oilers     | C        | Marcel Dionne, Los Angeles Kings   |
| Mike Bossy, New York Islanders     | HF       | Dave Taylor, Los Angeles Kings     |
| Charlie Simmer, Los Angeles Kings  | VF       | Bill Barber, Philadelphia Flyers   |